# Yorushika
Yorushika (яп. ヨルシカ) - японський рок дует, заснований 2017 року і представлений Universal Music Japan. Група складається з N-buna (вимовляється набуна), вокалоїд продюсера, та Suis (вимовляється су-і), вокалістки. Вони відомі своїм зіставленням пристрасного та "оптимістичного" звучання та інструментальних партій злитих з більш важким ліричним змістом, який часто досліджує такі теми, як кохання та людські емоції і спирається на літературні твори, зокрема Масудзі Ібусе та Жуля Верна. Назва "Yorushika" взята із тексту їхньої пісні "Kumo to Yūrei" (яп. 雲と幽霊): "Yoru shika mō nemurezu ni" (яп. 夜しかもう眠れずに, що означає "Я можу спати тільки вночі"). Логотип у формі ока є мотивом двох місяців, звернених один до одного, а також служить годинниковою стрілкою, що відображає час «з 6:00 до ночі»..
Дует надзвичайно закритий, ніколи публічно не розкриває обличч своїх учасників і не проводить багато концертів. На зараз Yorushika провела лише три концерти: один у липні 2017 року, один у серпні 2019 року та ще один у січні 2021 року  .

## Історія
До створення Yorushika, Набуна вже був відомий на Niconico, японському веб-сайті відеохостингу, де вперше випустив вокалоїд музику в 2012 році. Його пісня 2013 року "Tōmei Elegy" (яп. 透明エレジー)  посіла перше місце в щоденному рейтингу vocaloid платформи.  Крім того, він продюсував два альбоми через U&R Records, дочірню компанію Niconico Dwango .  
Згідно з інтерв'ю Наталі, N-buna та Suis познайомилися через спільного знайомого; Су-і була давнім шанувальником вокалоїдної музики N-buna. Вона вперше з'явилась як запрошений вокаліст під час двох сольних концертів N-buna в Токіо.   N-buna Запропонував Suis, щоб сформувати Yorushika щоб знайти «більш людський» голос для використання у своїй музиці, на відміну від vocaloid. Відтоді вони випустили три міні альбоми та три повні альбоми, усі з яких потрапили до чартів Oricon Albums Chart та Billboard Japan Hot 100 Albums Chart . Популярність Yorushika вибухово зросла, і критики відзначали, що схоже вірші вразили молодшу аудиторію. Крім того, пісня "Tada Kimi ni Hare" (яп. ただ君に晴れ)  також стала популярною у відеододатку TikTok . 
Станом на листопад 2019 року обличчя та детальні профілі учасників не розкриваються, оскільки вони хочуть, щоб аудиторія слухала їхню музику без «упереджень». Раніше вони проводили живі виступи, але етикет концертів у Японії суворо забороняє зображення, доки не буде сказано інше. 
У 2020 році вони створили пісню "Ghost in a Flower" (яп. 花に亡霊, Hana ni Bōrei)  та "Usotsuki" (яп. 嘘月)  для анімаційного фільму A Whisker Away . 
У 2021 році Су-і запропонувала фінальну тему "Shonen Jidai" (яп. 少年時代)  для японської версії фільму Діснея «Лука». 
У 2022 році вони створили пісню «Sayuumou» (左右盲) і «Chinokate» (チノカテ) для японської теледрами «Чарівний ремонт» (魔法のリノベ, Mahō no rinobe ). 

## Члени
- N-buna (вимовляється набуна ) – гітара, музика, аранжування
- Suis (вимовляється су-і ) – вокал

## Дискографія

### Міні альбоми
| Назва                                                          | Деталі альбому                                             | Позиції на діаграмі                   | Позиції на діаграмі           |
| Назва                                                          | Деталі альбому                                             | Щотижневик Oricon </br> Чарт альбомів | Billboard japan </br> Топ 100 |
| -------------------------------------------------------------- | ---------------------------------------------------------- | ------------------------------------- | ----------------------------- |
| Natsukusa ga Jyama wo Suru (яп. 夏草が邪魔をする)              | - Випущено: 28 червня 2017 р - Лейбл: U&R Records          | 32                                    | 35                            |
| Makeinu ni Encore wa Iranai (яп. 負け犬にアンコールはいらない) | - Випущено: 9 травня 2018 р - Лейбл: U&R Records           | 5                                     | 6                             |
| Creation (創作)                                                | - Випущено: 27 січня 2021 р - Лейбл: Universal Music Japan | 4                                     | 4                             |

### Альбоми
| Назва                                                        | Деталі альбому                                              | Позиції на діаграмі | Позиції на діаграмі                          | Позиції на діаграмі           |
| Назва                                                        | Деталі альбому                                              | Японія              | Японія<br id="mwoA"><br></br> Гарячий альбом | TWN </br> Альбом Східної Азії |
| ------------------------------------------------------------ | ----------------------------------------------------------- | ------------------- | -------------------------------------------- | ----------------------------- |
| Dakara Boku wa Ongaku wo Yameta (яп. だから僕は音楽を辞めた) | - Випущено: 10 квітня 2019 р - Лейбл: U&R Records           | 5                   | 5                                            | —                             |
| Elma (яп. エルマ)                                            | - Випущено: 28 серпня 2019 р - Лейбл: Universal Music Japan | 3                   | 2                                            | —                             |
| Plagiarism (яп. 盗作)                                        | - Випущено: 29 липня 2020 р - Лейбл: Universal Music Japan  | 2                   | 1                                            | 3                             |

## Нагороди
| рік      | Церемонія                     | Нагорода                     | Номінована робота | Результат |
| -------- | ----------------------------- | ---------------------------- | ----------------- | --------- |
| 2020 рік | 34th Japan Gold Disc Award    | 5 найкращих нових виконавців |                   | Перемога  |
| 2020 рік | 2020 MTV Europe Music Awards  | Найкращий японський актор    |                   | Номінація |
| 2021 рік | 13th CD Shop Awards           | Нагорода фіналіста           | Тосаку (盗作)     | Перемога  |
| 2021 рік | Музичні нагороди Space Shower | КРАЩИЙ ПОП-ВИКОНАЦЬ          |                   | Номінація |

## Відеозйомка

### Музичні кліпи
| Назва                         | рік      | Директор             |
| ----------------------------- | -------- | -------------------- |
| Fireworks Beneath My Shoes    | 2017 рік | Second Origami       |
| Say it.                       | 2017 рік | Ооторі               |
| Semi-Transparent Boy          | 2018 рік | Лабораторія Мінаката |
| Hitchcock                     | 2018 рік | Ооторі               |
| Just a Sunny Day for You      | 2018 рік | Попурика             |
| The Clouds and the Ghost      | 2018 рік | Попурика             |
| Blur                          | 2018 рік | Попурика             |
| Parade                        | 2019 рік | Ооторі               |
| That's Why I Gave Up on Music | 2019 рік | Попуріка і Магоцукі  |
| A Hole Opened Up in My Heart  | 2019 рік | Кавасакі Кендзі      |
| Rain with Cappuccino          | 2019 рік | Попурика             |
| Nautilus                      | 2019 рік | Кохта Морі           |
| Night Journey                 | 2020 рік | Хіроші Камебучі      |
| Ghost in a Flower             | 2020 рік | Попурика             |
| Prostitution                  | 2020 рік | Такуя Кацумі         |
| Thoughtcrime                  | 2020 рік | Rabbit Machine       |
| Plagiarism                    | 2020 рік | Тецуя Нагато         |
| Eat the Wind                  | 2020 рік | Кіотаро Хаясі        |
| Spring Thief                  | 2021 рік | Кохта Морі           |
| Matasaburo                    | 2021 рік | Такуя Кацумі         |
| Howl at the moon              | 2021 рік | Рю Като              |
| Bremen                        | 2022 рік | Rabbit Machine       |

## зовнішні посилання
- Офіційний сайт
- Yorushika at Oricon (in Japanese)